# سن دیزیه
شهر سن دیزیه (به فرانسوی: Saint-Dizier) در شهرستان اوت مرن در ناحیه شامپانی آردن با جمعیت ۲۶٬۹۷۲ نفر در کشور فرانسه واقع شده‌است